# Grosse Burgunderchronik

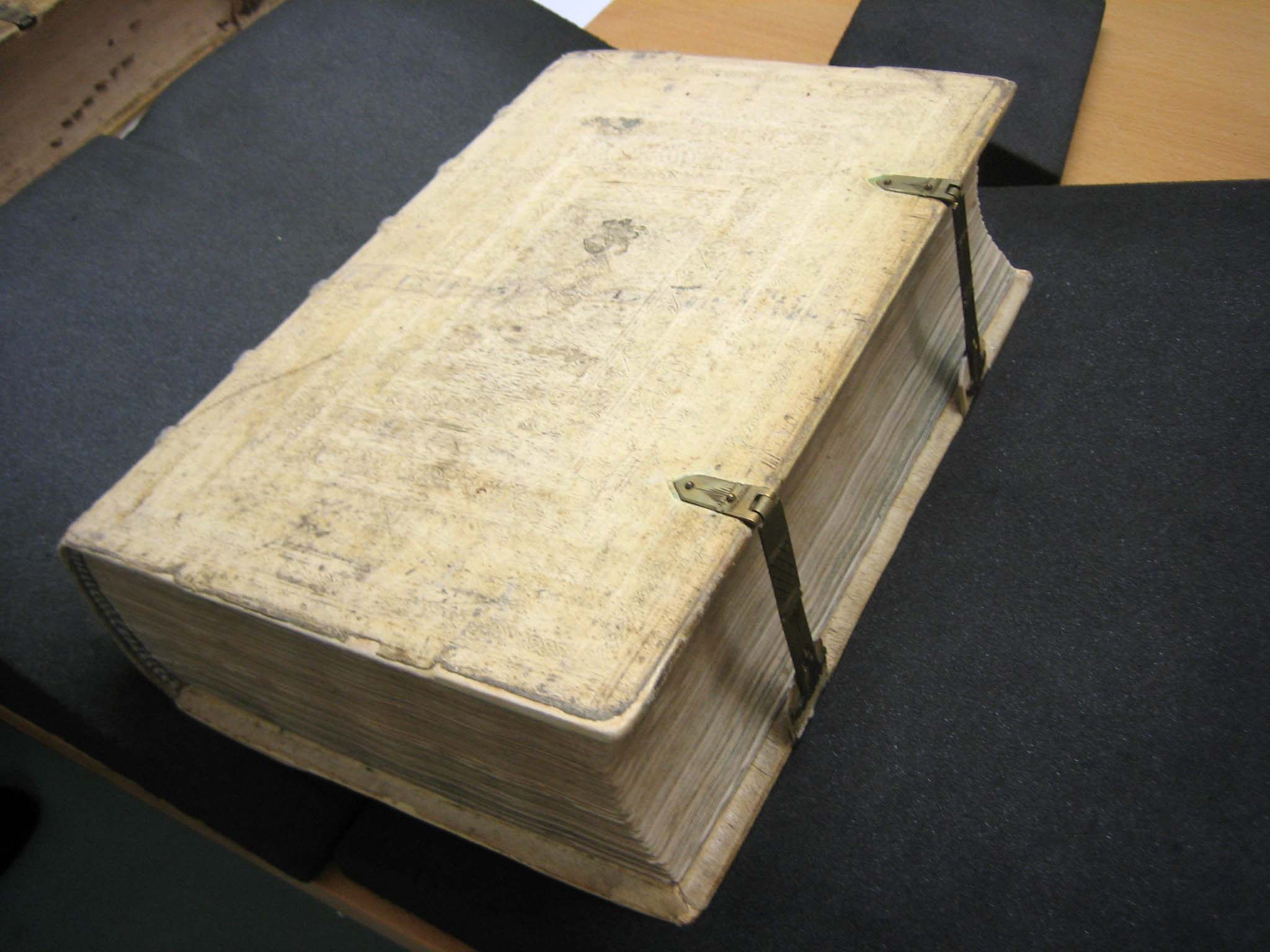
Schillings Burgunderchronik in der Zentralbibliothek Zürich

Die Grosse Burgunderchronik wurde um 1480 von Diebold Schilling dem Älteren verfasst. Nach ihrem Aufbewahrungsort in der Zentralbibliothek Zürich wird sie auch Zürcher Schilling genannt. Die Burgunderchronik gilt als umfassendste zeitgenössische Quelle zu den Burgunderkriegen.

## Entstehung
Am 31. Januar 1474 erhielt Schilling von den versammelten Räten Berns den Auftrag, eine Chronik der Stadt von ihrer Gründung bis in die damalige Gegenwart zu schreiben. So verfasste Schilling eine dreibändige «Amtliche Chronik» der Stadt Bern, die er am 26. Dezember 1483 dem Berner Rat überreichte. Der bebilderte Entwurf zum dritten Band der Amtlichen Schillingchronik ist als Grosse Burgunderchronik bekannt. Sie umfasst den Zeitraum von 1466 bis 1484 und ist die umfangreichste von Schillings Chroniken. Schilling verfasste den Text aufgrund eigener Erfahrungen und Erlebnissen in den Burgunderkriegen.
In 429 Kapiteln beschreibt Schilling einzelne Ereignisse wie Kriegszüge, Plünderungen, Belagerungen und Gerichtsurteile; geschichtliche Zusammenhänge interessierten ihn weniger. Illustriert ist die Chronik mit 199 aquarellierten Federzeichnungen, die als Jugendwerk des Malers Hans Fries gelten.

## Beschreibung

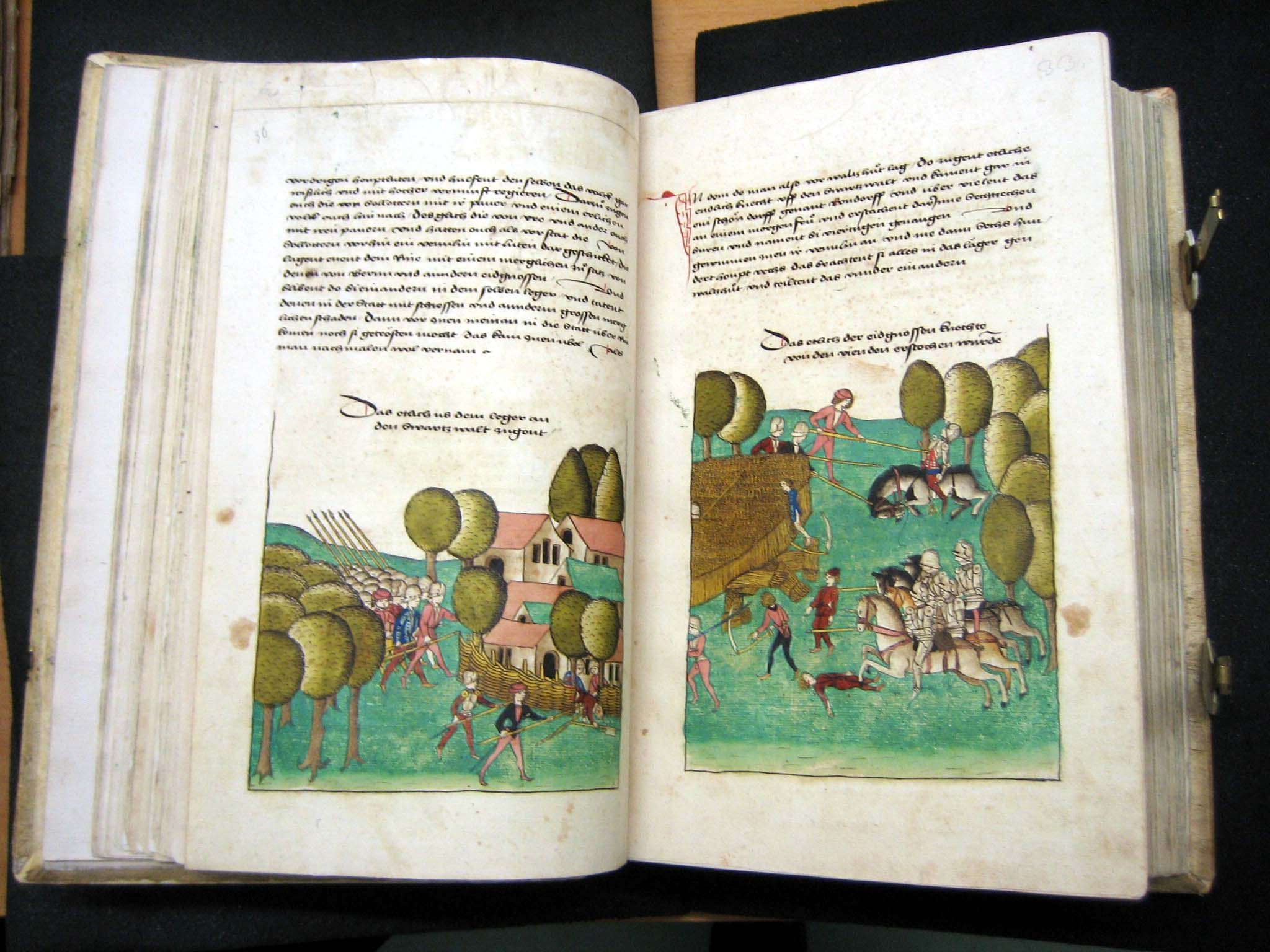
Doppelseite aus der Burgunderchronik

Von den ursprünglich 542 Blättern sind noch 521 erhalten. Die 1 Zentimeter dicken Holzdeckel (39 × 24,4 cm) sind mit weissem Schweinsleder überzogen und werden durch zwei Messingklammern zusammengehalten. Eine vollgeschriebene Seite zählt zu Beginn 25 bis 36, gegen den Schluss manchmal mehr als 40 unlinierte parallel laufende Zeilen. Schilling beschrieb die über 1000 Seiten, ohne je zu streichen oder zu flicken. Er beschrieb auch die Seiten, auf denen Illustrationen vorgesehen waren. Durch Freilassung gab er dem Zeichner Sujet und Grösse des Bildes vor.

## Geschichte

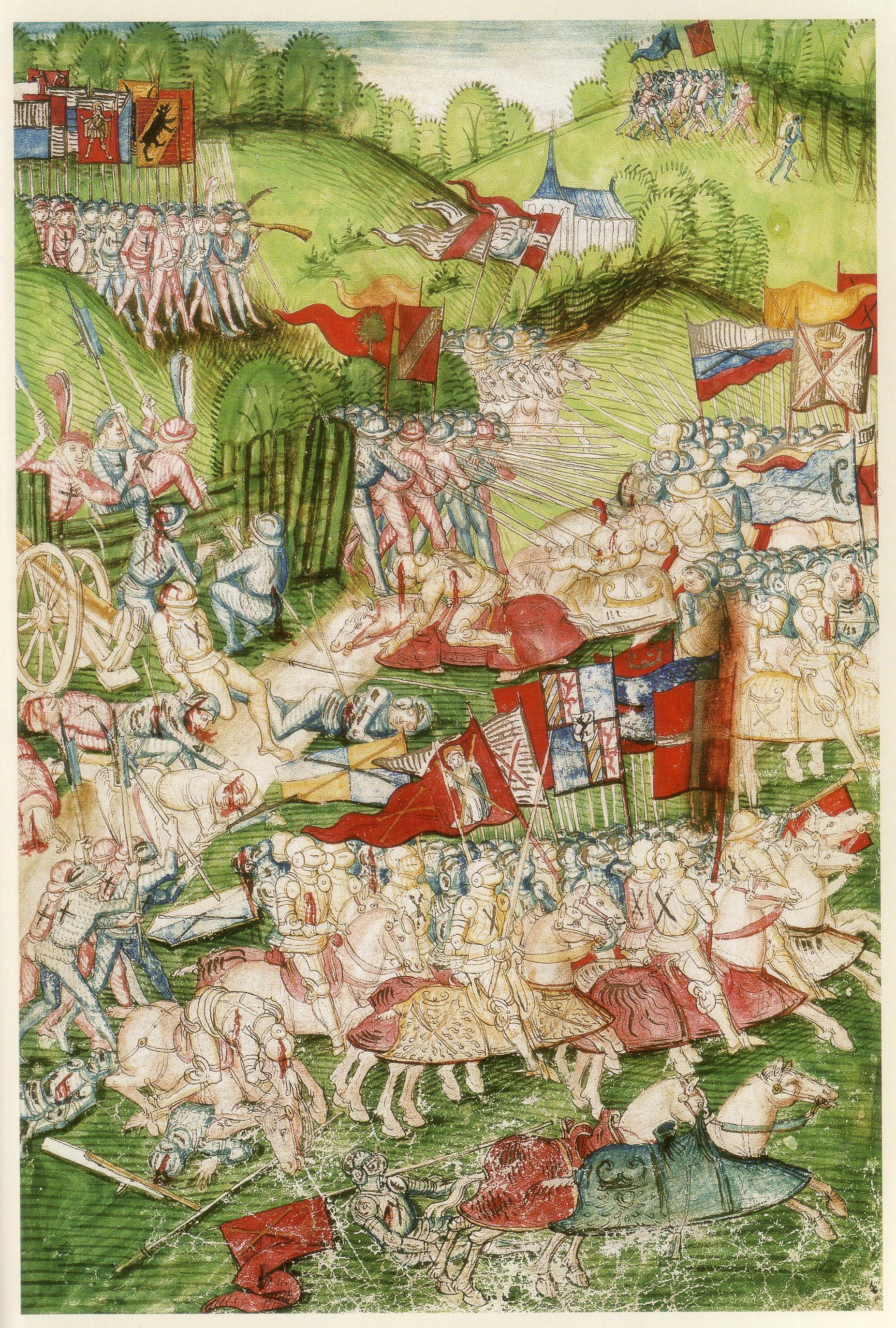
Schlacht bei Murten

Zürich verdankt die Burgunderchronik weitgehend Hans Waldmann, Bürgermeister in Zürich von 1483 bis 1489. Er spielte in den Burgunderkriegen eine führende Rolle und war an der Geschichtsschreibung interessiert. Waldmann stand einer Kommission vor, die den Auftrag hatte, eine Zürcher Stadtchronik anzulegen. Er sorgte dafür, dass Zürich die von Schillings Witwe verkaufte Bilderhandschrift erhielt, die schon sein Stiefsohn Gerold Edlibach im Sommer 1486 für seine Eidgenössische Chronik verwendet hatte.
1506 wurde eine zweite Kommission unter Gerold Meyer von Knonau damit beauftragt, Schillings Chronik auf Zürcher Verhältnisse umzuschreiben – ein Vorhaben, das jedoch nie umgesetzt wurde.
Als der Text um 1532 kopiert wurde, fehlten im vordersten Teil bereits mehrere bebilderte Blätter; in den folgenden Jahren verschwanden noch einmal rund zwölf Blätter, so dass man sich um 1600 zum heute noch vorhandenen Einband entschloss. Dabei wurden die Blätter neu beschnitten und mindestens 44 neue Vorsatzblätter eingefügt. Die losen, noch vorhandenen Originalblätter im vordersten Teil konnten wegen der fehlenden Paginierung nicht mehr richtig eingeordnet werden; eine Rekonstruktion wäre nur mit Hilfe der Berner Reinschrift möglich gewesen.
Ob die Chronik damals schon in Privatbesitz war, ist nicht bekannt. Johann Heinrich Hottinger verwendete 1675 ein Kapitel davon für seine Historiae ecclesiasticae. Er scheint sich dabei jedoch auf die Kopie von 1532 berufen zu haben, die damals in der 1629 gegründeten Stadtbibliothek aufbewahrt wurde. 1693 hält eine Widmung fest, dass das Original ebenfalls in die Stadtbibliothek gelangte: Diese Chronik verehrt in die gemeine Bürgerliche Bibliothec den 2ten Jenner 1693. Hanns Heinrich Holtzhalb Bouw, und Zügmeister in Zürich.
1735/36 veröffentlichten Johann Jakob Breitinger und Johann Jakob Bodmer in ihrer Thesaurus Historicae Helveticae mehrere Kapitel aus Schillings Burgunderchronik, die sie in der hiesigen Bürger-Bibliothek vorgefunden hatten. In einem Bericht halten sie fest: «…von Schillings Chronick sind daselbst zwo Abschriften; ein sehr alte mit illuminirten Figuren … und eine etwas weniger alte. Die erstere ist an etlichen Orten etwas defect: zu der anderen sind noch andere Sachen gebunden, beyde in gross Folio.»
Zwischen 1736 und 1743 wurde die Chronik fachkundig restauriert. Der Text der fehlenden Blätter wurde nach einer Berner Kopie auf die um 1600 hinzugefügten Vorsatzblätter übertragen, welche man aus der Chronik herauslöste und an der richtigen Stelle wieder einfügte. Gleichzeitig wurde die Reihenfolge von anderen Blättern korrigiert. Zuvor war die Chronik paginiert worden.
1786 erwähnt sie der Berner Historiker Gottlieb Emanuel von Haller in seiner Bibliothek der Schweitzer-Geschichte, dann geriet sie in Vergessenheit.

## Ausgaben
- In den letzten Jahren des 19. Jahrhunderts erkannte sie Gustav Tobler (1855–1921) als Urschrift und veröffentlichte sie 1897 im Auftrag des Historischen Vereins des Kantons Bern.
- 1943/45 veröffentlichten Hans Bloesch und Paul Hilber ein Faksimile aller drei Bände der Amtlichen Chronik, allerdings ohne wissenschaftlichen Kommentar.[1]
- 1985 erschien im Luzerner Faksimile Verlag eine Faksimile-Ausgabe in einer limitierten Auflage von 980 nummerierten Exemplaren.

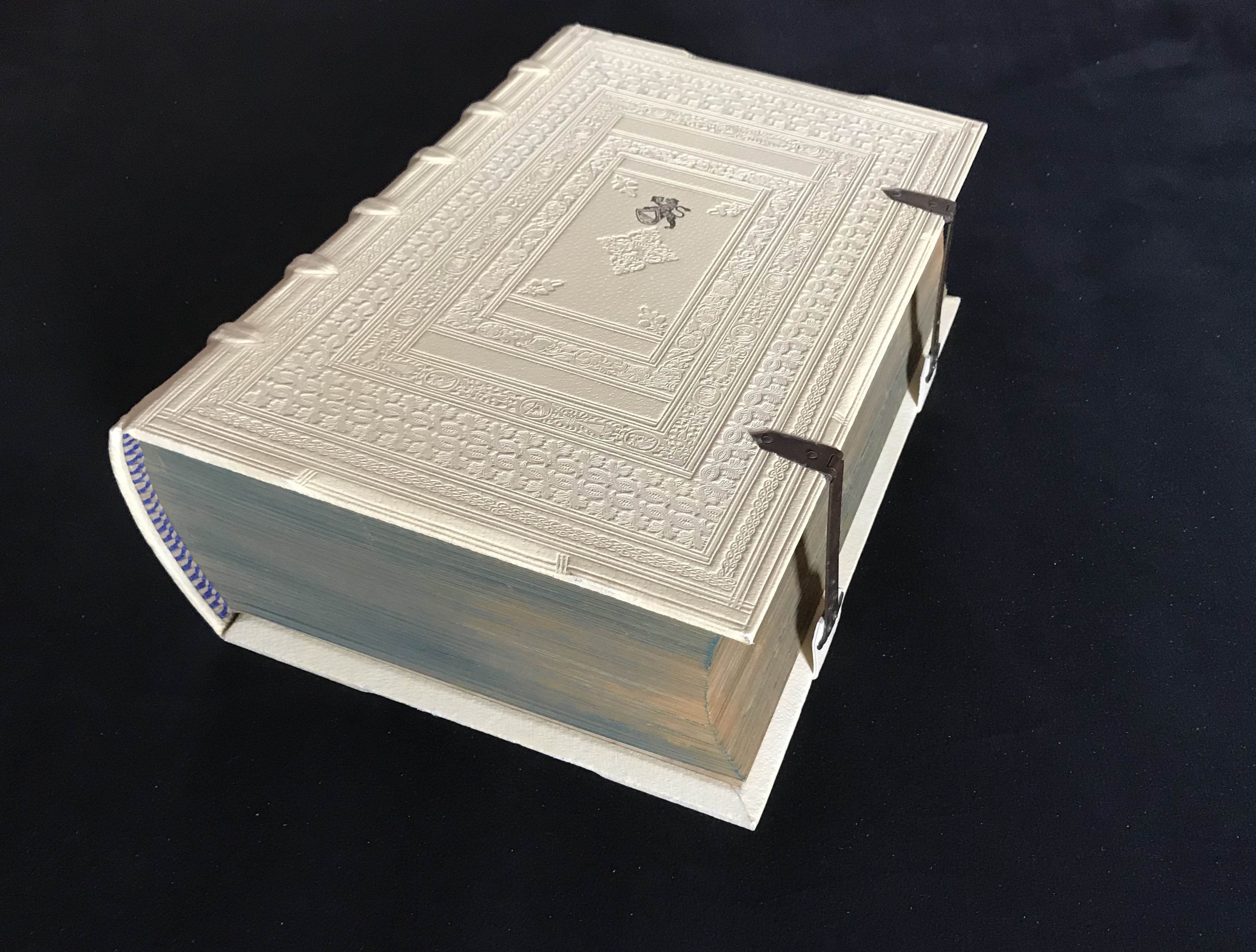
Faksimile der Grossen Burgunderchronik
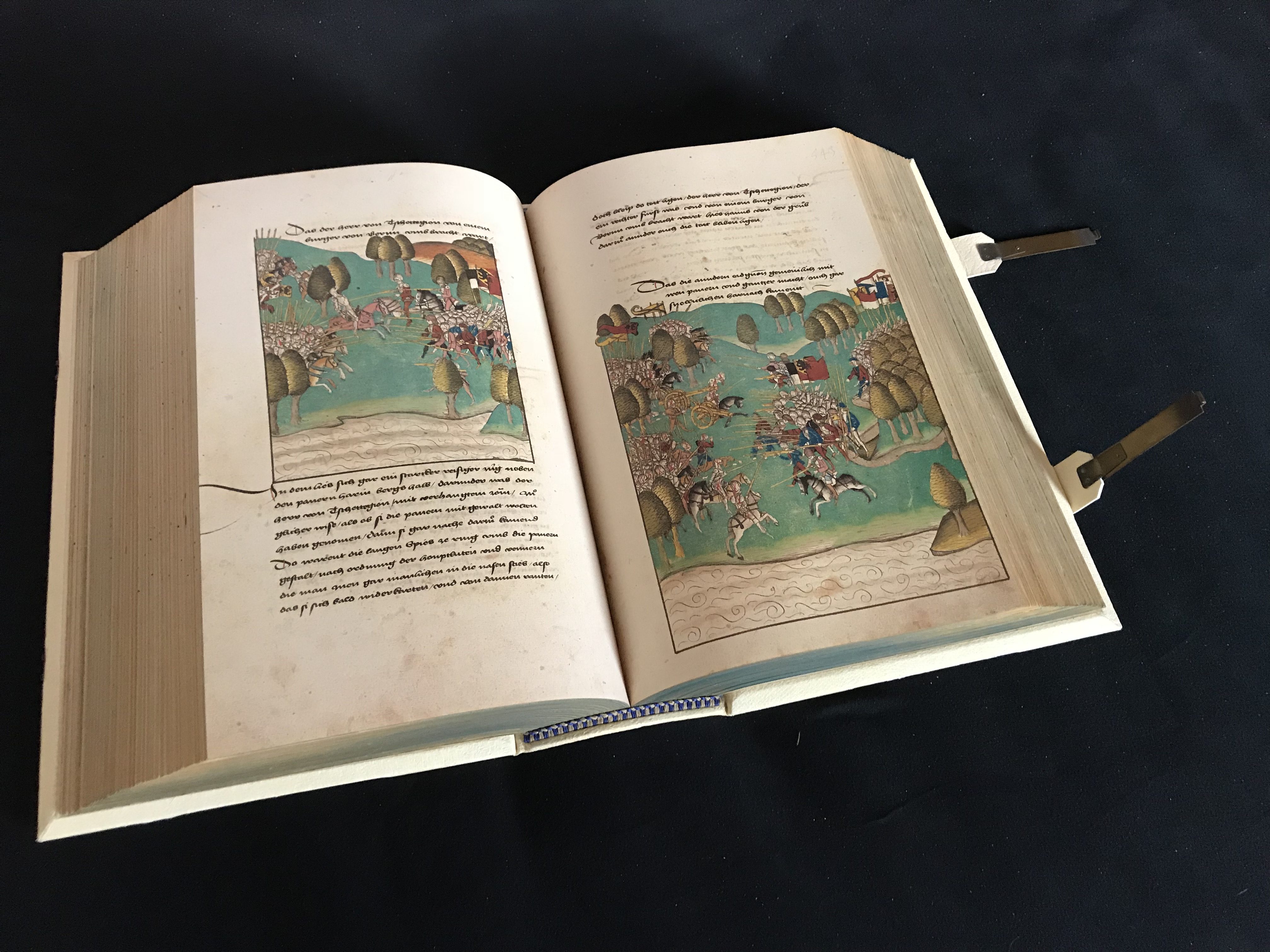
Doppelseite

## Kleine Burgunderchronik
Die sogenannte Kleine Burgunderchronik gilt als Schillings erstes selbständig verfasstes Werk, das Schilling anfangs 1477 fertigstellte. Es umfasst den Zeitraum zwischen 1466 und 1469 und 1474 bis Januar 1477. Das Original ist verschollen. Es sind mehrere Kopien davon erhalten, deren wichtigste ist die von Peter von Molsheim geschriebene Freiburger Chronik.